# Elżbieta Aleksandrowska
Elżbieta Lidia Aleksandrowska, z d. Busz (ur. 1 stycznia 1928 w Grajewie, zm. 4 sierpnia 2018) – polska historyczka i krytyczka literatury, edytorka. Badaczka literatury polskiej okresu oświecenia.

## Życiorys
Była córką Edwarda Busza i Apolonii z d. Zalewskiej. W okresie II wojny światowej przebywała w Warszawie, gdzie uczyła się w tajnym gimnazjum sióstr Nazaretanek, od 1944 w Zalesiu Dolnym. Po wojnie była uczennicą Państwowego Liceum Humanistycznego im. Emilii Plater w Zalesiu Dolnym (1945) i Prywatnego Liceum Humanistycznego sióstr Urszulanek w Poznaniu (1946). W tym samym roku rozpoczęła studia polonistyczne na Uniwersytecie Poznańskim, które ukończyła w 1950. Od 1948 pracowała w Pracowni Bibliograficznej Instytutu Badań Literackich w Poznaniu, od 1952 w Pracowni Historii Literatury Oświecenia IBL we Wrocławiu, przemianowanej w 1975 na Zespół Edytorstwa i Filologii Literatury Oświecenia, od 1989 do 1993 kierownikiem tego Zakładu. W 1999 przeszła na emeryturę
W 1960 obroniła pracę doktorską Zabawy Przyjemne i Pożyteczne 1770-1777, którą pisała pod kierunkiem Tadeusza Mikulskiego (po jego śmierci promotorem pracy został Zygmunt Szweykowski). Od 1962 była współpracownikiem Polskiego Słownika Biograficznego, w 1986 została członkiem jego Rady Naukowej, od 1964 członkiem komitetu redakcyjnego, a od 1972 redaktorem naczelnym serii Studia z Okresu Oświecenia. Była jednym z autorów poświęconych oświeceniu tomów 4-6 Bibliografii literatury polskiej „Nowy Korbut”, które ukazały się w latach 1966-1972. Od 1968 była członkiem zespołu przygotowującego Słownik pseudonimów pisarzy polskich. W 1973 habilitowała się na podstawie pięciu artykułów, które w latach 1959-1972 ukazały się na łamach Pamiętnika Literackiego, zebranych jako „Studia nad „Monitorem”. Z warsztatu bibliografa (prace poświęcone Monitorowi publikowała także w kolejnych latach). W 1976 została członkiem zespołu opracowującego słownik Dawni Pisarze polscy (wyd. 2000-2005), w 1980 redaktorem serii Zapomniani Poeci Oświecenia.
Dla serii Biblioteka Narodowa przygotowała tom „Monitor” 1765-1785 (wyd. 1976). Wydała także Wiersze Józefa Koblańskiego i Stanisława Szczęsnego Potockiego - zapomnianych poetów Oświecenia (1980) i Wiersze Józefa Morelowskiego (1983).
W 1985 została mianowana profesorem nadzwyczajnym, w 1994 profesorem zwyczajnym.
Od 1974 była członkiem Wrocławskiego Towarzystwa Naukowego.
W 1988 została odznaczona Złotym Krzyżem Zasługi.
Od 1952 była zamężna z Janem Aleksandrowskim (1927-2004).